# Симанов Іван Михайлович
Іван Михайлович Симанов (нар. 21 червня 1957, село Салтикова Дівиця, тепер Куликівського району Чернігівської області) — український радянський діяч, тракторист колгоспу «Друга п'ятирічка» Куликівського району Чернігівської області. Депутат Верховної Ради УРСР 11-го скликання.

## Біографія
Народився в родині колгоспника. Освіта середня.
З 1972 року — колгоспник, з 1974 року — тракторист колгоспу «Друга п'ятирічка» села Салтикова Дівиця Куликівського району Чернігівської області.
Потім — на пенсії в місті Чернігові.

## Нагороди
- медаль «За трудову відзнаку»